# NGC 7381
NGC 7381 је спирална галаксија у сазвежђу Водолија која се налази на NGC листи објеката дубоког неба.
Деклинација објекта је - 19° 43' 29" а ректасцензија 22h 50m 8,1s. Привидна величина (магнитуда) објекта NGC 7381 износи 14,3 а фотографска магнитуда 15,0. NGC 7381 је још познат и под ознакама ESO 603-17, MCG -3-58-7A, PGC 69828.